# جاسمین وور
 جاسمین وور (آلمانی: Jasmin Wöhr؛ زادهٔ ۲۱ اوت ۱۹۸۰) یک تنیس‌باز اهل آلمان است. 